# ماکی یاسواومی
ماکی یاسواومی (به ژاپنی: 真木 保臣 Maki Yasuomi)، ماکی ایزومی، ماکی ایزومی نو کامی;(۷ آوریل ۱۸۱۳ – ۲۲ اوت ۱۸۶۴) یک میهن‌پرست سوننو جوئی (به معنای احترام به امپراتور و بیرون راندن بیگانگان) در دوره باکوماتسو بود. ماکی در حادثه کینمون سال ۱۸۶۴ شرکت کرد و پس از تعقیب و محاصره توسط نیروهای قلمرو آیزو و شینسنگومی با ۱۷ نفر از افرادش در کوه تننو نزدیکی اوساکا خودکشی کرد.

## زندگی
ماکی ایزومی در مارس ۱۸۱۳ در خانواده‌ای روحانی در معبد کورومه سویتنگو در جنوب ژاپن متولد شد. در سال ۱۸۳۲، در سن ۲۰ سالگی، برای ملاقات با خانواده قاضی معبد ناکایاما به کیوتو سفر کرد و در آنجا به عنوان ایزو مینو کامی، رتبه پنجم جوان، منصوب شد. او وفاداری کوسونوکی ماساشیگه را تحسین می‌کرد و از ستایشگران توکوگاوا سایشو بود و از حامیان قوی امپراتور بود. در دوران آشفته پایان شوگون‌سالاری توکوگاوا، او در مورد امور ملی با میهن‌پرستان از حوزه‌های مختلف بحث می‌کرد. ماکی و رفقایش تلاش کردند تا حکومت قلمرو را اصلاح کنند، اما شکست خوردند و از سال ۱۸۵۲ (کای ۵) او ۱۰ سال را در حبس گذراند. در آن زمان، مردان جوان محله شروع به جمع شدن در مکانی کردند که او با برادر کوچکترش، ریهی، به نام «کوچیناشی نویا» ساخته بود. یاسومی عمدتاً با استفاده از «کوکوشی ریاکو» به آنها تاریخ آموخت و آنها را به نوشتن مقاله و شعر تشویق کرد. رفقایی که در آنجا جمع می‌شدند، بعداً به جنبش احیای سلطنت پیوستند. در این مدت، دریاسالار پری آمریکایی از راه رسید و ژاپن با یک بحران ملی روبرو شد.
در این مدت، او بارها از آرمان سوننو جوئی حمایت کرد و نظرات خود را در مورد مباحث سیاسی آن زمان نوشت. در بهار ۱۸۶۲، هنگامی که میهن‌پرستان استان‌های غربی از فرصت سفر شیمازو هیسامیتسو به کیوتو برای برنامه‌ریزی قیامی جهت سرنگونی شوگون‌سالاری استفاده کردند، ایزومی از قلمرو خود فرار کرد تا نقشه بکشد، اما در حادثه ترادایا ناکام ماند. او توسط قلمرو ساتسوما دستگیر، به قلمرو کورومه تحویل داده و زندانی شد. با این حال، سال بعد مورد عفو قرار گرفت و به کیوتو بازگشت.

## کودتای بونکیو
اگرچه او تنها مدت کوتاهی در کیوتو بود، میهن‌پرستی یاسوومی باعث شد که به عنوان رهبر جنبش طرفدار امپراتوری و ضد شوگون‌سالاری ارتقا یابد. قلمرو کورومه حکمی داخلی از دربار امپراتوری دریافت کرد که یاسواومی را عفو کرده و نظر او را جویا شد. یاسواومی قاطعانه توصیه کرد: «وقت آن رسیده است که تمام قلمرو کورومه در تلاش‌های طرفدار امپراتوری و ضد شوگون‌سالاری قیام کنند.» با این حال، آریما یوریشیگه، ارباب قلمرو کورومه در آن زمان، در بیان موضع خود کند عمل کرد؛ بنابراین یاسومی با جسارت از قلمرو سلطنتی جدا شد و به همراه رفقایش به کیوتو بازگشت. یاسومی به یک دست نشانده مستقیم دربار امپراتوری تبدیل شد و به همراه نجیب‌زاده سانجو سانه‌تومی، چهره اصلی جناح طرفدار امپراتوری و ضد خارجی در شوگون‌سالاری، و قلمرو چوشو که سیاست ضد شوگون‌سالاری را دنبال می‌کرد، سفر امپراتور کومی به ولایت یاماتو را برنامه‌ریزی کرد. این یک نقشه بزرگ بود که امپراتور کومی از معبد کاشیهارا در نارا بازدید کند و به امپراتور اول جیمو قسم بخورد که بربرها را بیرون خواهد کرد، و سپس امپراتور شخصاً ارتشی را رهبری کند و شوگون‌سالاری را در یک لحظه سرنگون کند. یاسومی این کار را در حالی که در حبس خانگی بود، برنامه‌ریزی کرده بود. با این حال، آنچه در انتظار یاسومی و افرادش بود، کودتای روز ۱۸ از ماه هشتم بود (کودتای بونکیو)، کودتایی توسط جناحی در دربار امپراتوری که با آیزو و ساتسوما برای متحد کردن دربار امپراتوری و شوگون‌سالاری متحد شده بودند.
او نظری را به ارباب قلمرو چوشو ارائه داد مبنی بر اینکه «اگر قلمرو چوشو به تنهایی سعی در بیرون راندن بربرها از قدرت‌های غربی داشته باشد، هیچ شانسی برای پیروزی وجود ندارد. تمام کشور باید گرد هم آیند و به این موضوع بپردازند. تنها راه برای دستیابی به این هدف، ترویج حکومت مستقیم اخراج بربرها توسط امپراتور است.» این نظر پذیرفته شد. با این حال، در پشت این نظر، این ایده وجود داشت که «ما باید به بهانه یک لشکرکشی مستقیم علیه بربرها، فوراً پایتخت را به اوساکا منتقل کنیم، فراخوان بزرگ برای احیای حکومت امپراتوری در کل کشور را اعلام کنیم، کشتی‌های بزرگ بسازیم، تجهیزات نظامی آماده کنیم و قدرت نظامی خود را در برابر نیروهای خارجی تقویت کنیم.» صدور بیش از حد احکام دروغین از طرف امپراتوری که لشکرکشی مستقیم را بر اساس این ایده ترویج می‌کرد، امپراتور کومی را خشمگین کرد و منجر به کودتای روز ۱۸ از ماه هشتم بود (کودتای بونکیو) شد.。
پس از کودتای بونکیو، به همراه هفت درباری تبعیدی از جمله سانجو سانه‌تومی، به قلمرو چوشو رفت. او سعی کرد با این استدلال که باید نیروهایی به کیوتو اعزام شوند تا سانه‌تومی بتواند از تبعید به کیوتو بازگردد و از موری یوشیچیکا و پسرش در مورد اتهام‌ها دفاعی، نظر قلمرو چوشو را تغییر داد. در تابستان ۱۸۶۴، قلمرو چوشو تصمیم به اعزام نیرو گرفت و ایزومی به همراه کوساکا گنزوی، نیروهای مختلفی را به طرف کیوتو هدایت کردند.

## حادثه کینمون
حادثه کینمون یک درگیری مسلحانه بود که بین ۱۸ تا ۲۲ ژوئیه ۱۸۶۴ بین سربازان قلمرو چوشو و قلمروهای آیزو و ساتسوما رخ داد. این نبرد خسارات زیادی را در شهر کیوتو به بار آورد و تقریباً ۳۰٬۰۰۰ خانه در آتش سوخت.
یاسومی پیشنهاد داد که جایگاه خاندان چوشو در کیوتو احیا شود و شورای امپراتوری به جایگاه سرنگونی شوگون‌سالاری بازگردد. خاندان چوشو این پیشنهاد را پذیرفت و در سال ۱۸۶۴، آنها شروع به پیشروی به سمت کیوتو کردند.
در سال قبل، ۱۸۶۳، کودتای روز ۱۸ از ماه هشتم، خاندان چوشو و اشراف نزدیک به آن (هفت اشراف از جمله سانجو سانتومی) از کیوتو تبعید شده بودند، اما رادیکال‌ها با طوماری برای بازگرداندن جایگاه هفت اشراف و خاندان چوشو به طرف کیوتو راهپیمایی کردند. در ۱۹ ژوئیه ۱۸۶۴، او به عنوان یک عضو طرفدار جنگ به همراه رفقایش فوکوهارا گنکان، ماسودا چیکارا، کوکوشی چیکاسوکه، کوروشیما ماتابی و کوساکا گنزوی از قلمرو چوشو در حادثه کینمون (حادثه هاماگوری گومون) شرکت کرد. نیروهای چوشو که از قدرت بیشتری برخوردار بودند، در ابتدا اهالی آیزو را شکست دادند و حتی به کاخ امپراتوری کیوتو حمله کردند، اما هنگامی که قلمرو ساتسوما نیروهای کمکی فرستاد، اوضاع به سرعت معکوس شد و کوروشیما ماتابی در نبرد کشته شد و کوساکا گنزوی نیز در داخل کاخ امپراتوری خودکشی کرد.

## مرگ
پس از شکست، او فرار کرد، اما ۱۷ نفر از آنها در کوه تننوزان سنگر گرفتند و توسط قلمرو آیزو و شینسنگومی تعقیب شدند که منجر به مرگ آنها در یک انفجار و خودکشی خودشان (نبرد کوه تننوزان) شد. یاسواومی با درک اینکه این پایان کار است، یک دسته از موهای خود را برید، آن را در زمین دفن کرد، شعری در مورد مرگ بر روی یک نوار کاغذ نوشت و سپس سپوکو انجام داد. «من روح ژاپنی سال‌های عمرم را در صخره‌های قله کوه اویاما دفن کردم.» (بدنم از بین خواهد رفت، اما روح ژاپنی که در طول زندگی‌ام با خود داشتم، همراه با موهایی که در سایه صخره‌های قله کوه تنوزان دفن کردم، زنده خواهد ماند) او در سن ۵۲ سالگی درگذشت.
مزار او در اویامازاکی-چو، اوتوکونی-گون، استان کیوتو است. مزار ۱۷ شهید در آنجا قرار دارد. معبد ماکی نیز در معبد سویتنگو در کورومه ساخته شده و به او اختصاص داده شده است.

## شخصیت و ارزیابی
او که به عنوان پرستشگر کوسونوکی ماساشیگه شناخته می‌شد، اماماکومیکو نامیده می‌شد. او هر ساله در سالگرد مرگ کوسونوکی ماساشیگه، «جشنواره کوسونوکی-کو» را برگزار می‌کرد و ایده‌ها و اعمال او تأثیر زیادی بر تأسیس بعدی زیارتگاه‌ها برای بزرگداشت چهره‌های کوسونوکی، مانند زیارتگاه میناتوگاوا، و تأسیس زیارتگاه‌هایی برای بزرگداشت درگذشتگان او، مانند زیارتگاه یاسوکونی، داشت.
در مقایسه با هاشیموتو سانای و یوکوی شونان روشنفکر، و جناح ضد شوگون‌سالاری، مانند اوکوبو توشیمیچی و ساکاموتو ریوما، که چشم‌اندازی برای یک ملت مدرن داشتند، ماکی بینش یا دانش کمی از امور غرب داشت. ایده‌های او یک نظریه ایدئولوژیک ضدبیگانه بود و او به ناسیونالیسم کوته‌بینانه محدود می‌شد و می‌گفت: «کشور ما سرزمینی الهی است و ما باید سیاست ضدبیگانه را حتی اگر به معنای نابودی سرزمین و مردم ما باشد، اجرا کنیم.» اکثریت قریب به اتفاق پیشنهادهای او برای اصلاحات سیاسی صرفاً اقداماتی برای اصلاح اوضاع بود و به محتوای مشخصی نمی‌پرداخت.[۷] «سرنگونی شوگون‌سالاری و احیای سلطنت» ماکی تلاشی برای تبدیل یک دولت فئودالی به یک دولت-ملت مدرن نبود و از دیدگاه مردم عادی صرفاً تغییر حاکم از شوگون به امپراتور بود، اما به‌طور گسترده به عنوان توجیهی برای احیای میجی مورد استفاده قرار گرفت. پس از مرگ او، ماکی بر اساس دیدگاه تاریخ امپراتوری مورد ارزیابی مجدد قرار گرفت.
در قلمرو کورومه، سامورایی‌های طرفدار خارجی که ایده‌های ماکی را به ارث برده بودند، به دلیل شرکت در شورش ساتسوما-چوشو علیه دولت جدید در بحران قلمرو کورومه پس از اصلاحات میجی، اعدام و زندانی شدند.

## نگارخانه

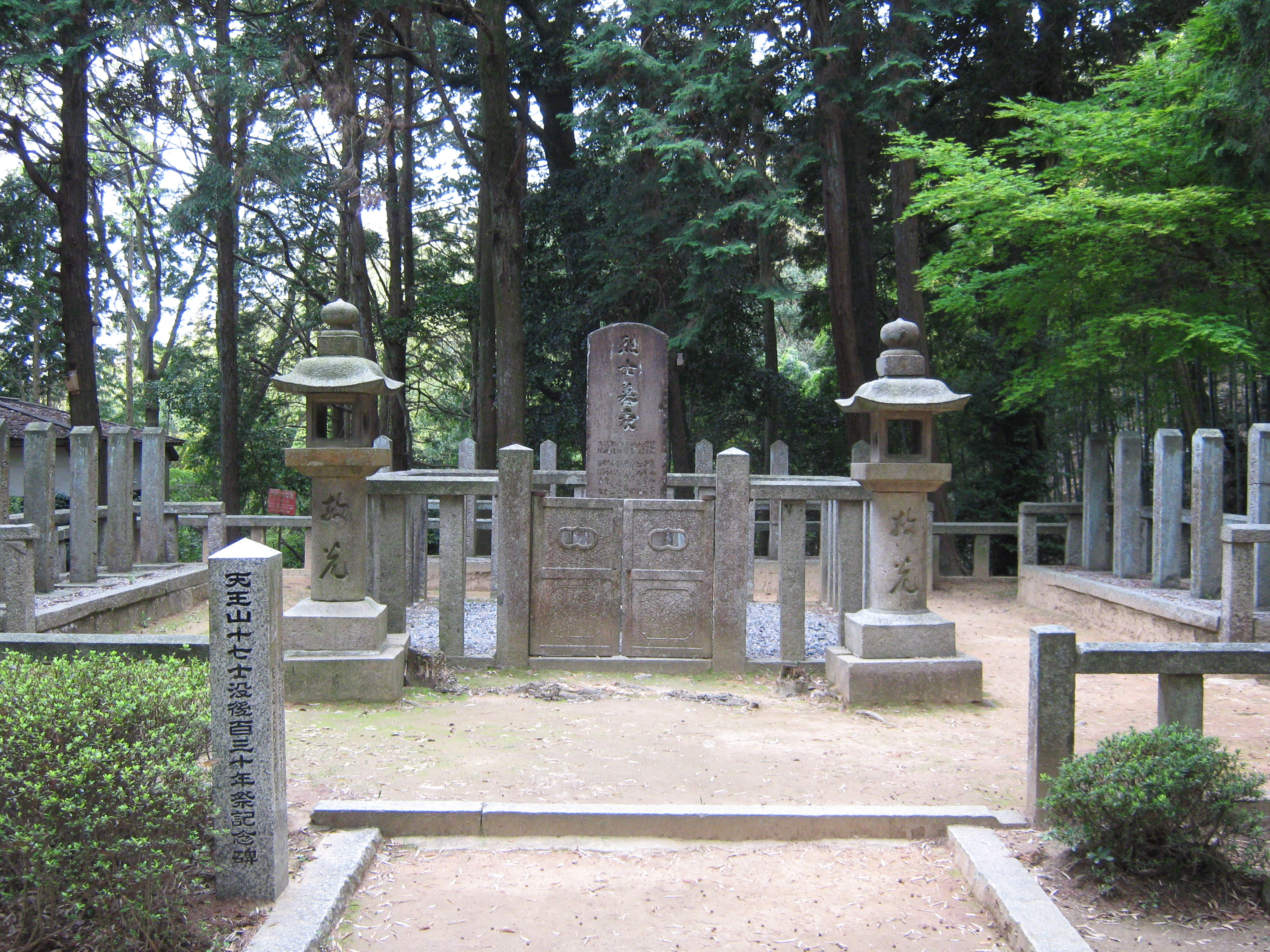
مزار هفده شهید (اویامازاکی-چو تنوزان)
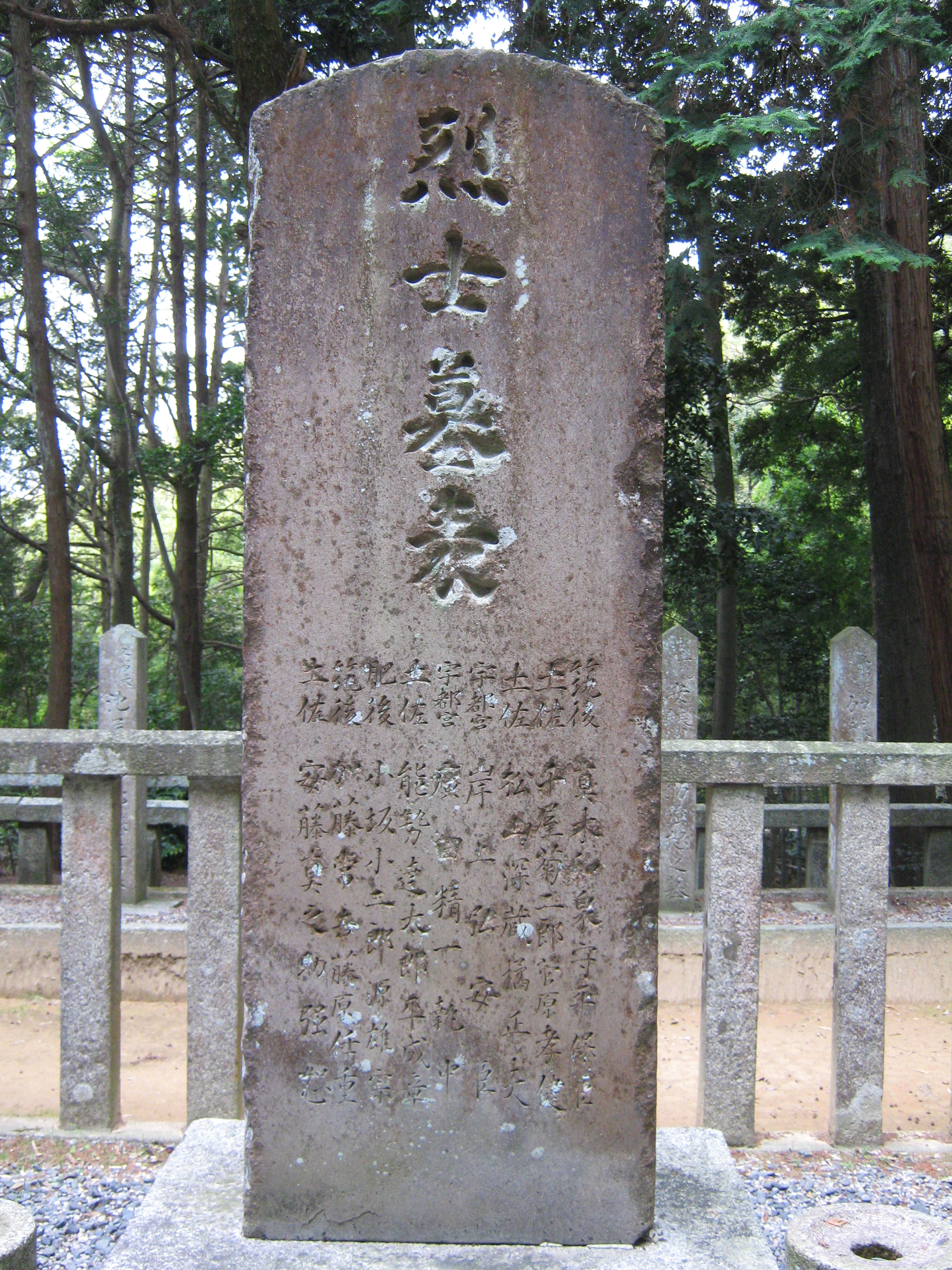
عکس جدید از بنای یادبود هفده شهید
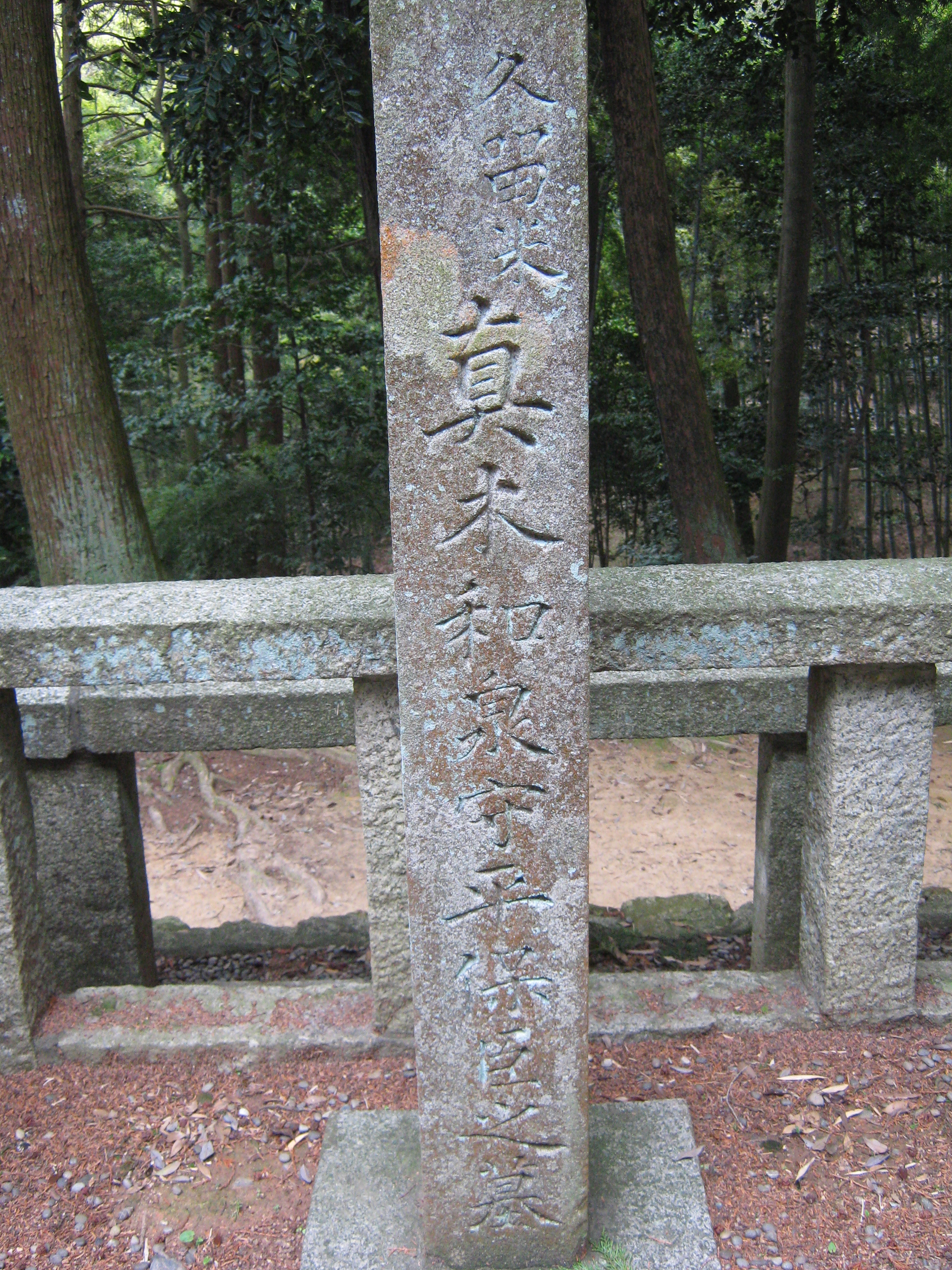
مزار هفده شهید، سنگ قبر ماکی ایزومی